# Catervarius
Catervarii (Latijns meervoud van catervarius) was de naam die in het Romeinse Rijk gegeven werd aan gladiatoren, meer specifiek boksers, die in groepsverband vochten. Het woord catervarius is afkomstig van het woord caterva, dat 'menigte' of 'groep' betekent. Een catervarius is dan een persoon die bij een groep hoort. De benaming is onder andere bekend uit Over de levens van de keizers van Suetonius, die schreef over een menigte vuistvechters. Uit een van de passages bij Suetonius blijkt dat de catervarii niet in stadions, maar op straat vochten. Verder zijn er ook grafschriften gevonden waaruit blijkt dat er te Pompeï – de vergane stad in of nabij Napels en de vulkaan Vesuvius in Italië – en in de Romeinse provincie Africa – het gebied in het noorden van het continent Afrika, het latere Tunesië en deel van Libië – gevechten met catervarii werden georganiseerd. Hoe die gevechten er precies uit moeten hebben gezien is niet bekend, maar ze gingen er wellicht wild aan toe, hoewel niet zonder regels.

## In moderne subcultuur
Catervarius was ook de naam van een Nederlandse motorclub die in 2015 in Benschop over een clubhuis beschikte. De club is in 2018 door de rechter verboden omdat ze een gevaar vormde voor de openbare orde.